# Neak Loeang

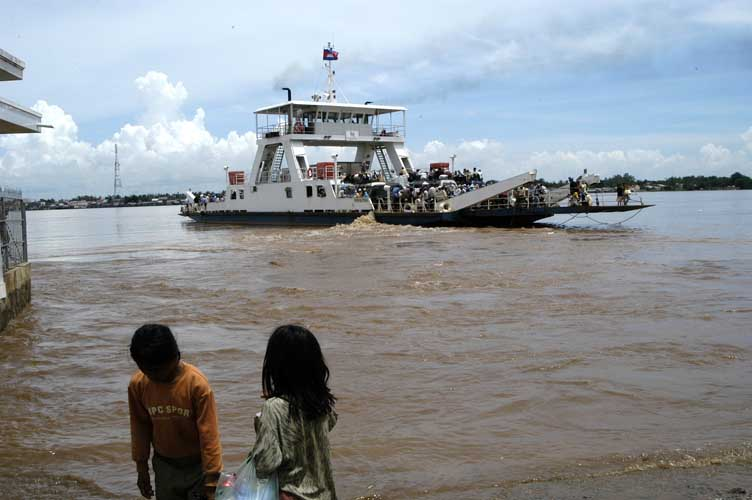
Phà trên bến Neak Loeang.

Neak Loeang (tiếng Khmer:អ្នកលឿង), là một thị trấn sầm uất thuộc huyện Peam Ro, tỉnh Prey Veng, Campuchia. Đây là huyện lỵ của huyện Peam Ro.
Thị trấn này còn được gọi trong tiếng Việt là Hối Lương, hay Hố Lương.
Neak Loeang nằm bên bờ phía đông của dòng chính sông Mê Kông là Tonle Bassac Thượng (tức sông Tiền Giang), tại ngã tư giao cắt với quốc lộ 1 (Campuchia) (bến phà Neak Loeang là bến phà lớn nhất trên quốc lộ 1 của Campuchia, nối Neak Loeang với Kampong Phnum ở tỉnh Kandal bên bờ Phía tây sông Bassac Thượng). Neak Loeang nằm ở phía nam huyện Peam Ro, phía bắc tây bắc giáp xã Preaek Khsay Kha, phía bắc giáp xã Banlich Prasat, cùng huyện Peam Ro. Góc phía đông bắc đối đỉnh với xã Boeng Preah của huyện Ba Phnum. Phía đông là xã Kampong Soeng của huyện Preah Sdach, phía nam Neak Loeang là hai xã của huyện Peam Chor là: xã Angkor Angk ở phía đông nam và xã Preaek Krabau ở phía nam, cả hai cùng thuộc tỉnh Prey Veng. Phía tây của Neak Loeang là xã Preaek Tonloab của huyện Leuk Daek tỉnh Kandal, góc phía tây bắc đối đỉnh với xã Kampong Phnum huyện Leuk Daek, ranh giới là dòng Tonlé Bassac Thượng, dòng chính của sông Mê Kông đoạn từ Phnom Penh đến biên giới Việt Nam-Campuchia (đầu nguồn của sông Tiền Giang).